# Trumilly
Trumilly é uma comuna francesa na região administrativa de Altos da França, no departamento de Oise. Estende-se por uma área de 12,94 km². Em 2010 a comuna tinha 560 habitantes (densidade: 43,3 hab./km²).